# Alpenbergerebia
De alpenbergerebia (Erebia eriphyle) is een vlinder uit de onderfamilie Satyrinae van de familie Nymphalidae, de vossen, parelmoervlinders en weerschijnvlinders.
De alpenbergerebia komt voor in de Alpen van Duitsland, Zwitserland, Oostenrijk, Liechtenstein en Italië. De vlinder vliegt op hoogtes van 1200 tot 2250 meter boven zeeniveau. De soort leeft meestal op kruidenrijke noordhellingen met elzenopslag.
De vlinder heeft een spanwijdte van 34 tot 38 millimeter.
De soort vliegt in een jaarlijkse generatie van juli tot in september. De eerste overwintering vindt plaats als ei of als rups in het eerste stadium, de tweede overwintering vindt plaats als rups. Na nog twee stadia verpopt de rups in mei. De volwassen vlinder vliegt vervolgens in juli en augustus. De waardplanten van de alpenbergerebia zijn gewoon reukgras (Anthoxanthum odoratum) en ruwe smele (Deschampsia cespitosa).